# Médoune Fall
Pour les articles homonymes, voir Fall.
Médoune Fall (né le 21 juillet 1919 à Saint-Louis, décédé à Dakar le 3 février 2007) est un homme politique et un diplomate sénégalais, ancien ministre de l'Intérieur, puis des Forces armées, sous le président Abdou Diouf entre 1981 et 1993. Il est le cadet des cinq fils de Yare Fall, Traitant à Saint-Louis et ancien membre de la Chambre de commerce de Saint-Louis, tous ayant fait l'Ecole normale William Ponty.

## Carrière
Diplômé de l'École normale William-Ponty, il débuta dans l'administration territoriale comme Commandant de Cercle à Podor (ex-région de Fleuve), puis Bambey (région de Diourbel) avant d'être nommé gouverneur de Diourbel par l'ancien président Senghor. De la gouvernance il passe à l'Office de commercialisation agricole (OCA), ancêtre de l'ex-Oncad.
Il a été représentant permanent du Sénégal à l'ONU de 1971 à 1979. Il est aussi ambassadeur du Sénégal à Paris, à Bruxelles, à Moscou du temps de l'ex-URSS, à Tokyo.
Dans le premier cabinet confédéral, formé le 4 novembre 1982, il est ministre confédéral de la Sécurité.
Succédant à Jean Collin, il est ministre de l'Intérieur de janvier 1981 à avril 1983. Il sera remplacé par Ibrahima Wone.
Dans le premier gouvernement de Moustapha Niasse formé le 5 avril 1983, il est ministre des Forces armées.

## Sources
1. ↑  Jean-Hervé Jézéquel, « Les “enfants du hasard” ? », Cahiers de la recherche sur l’éducation et les savoirs, no 2,‎ 1er septembre 2003, p. 173–199 (ISSN 1635-3544, DOI 10.4000/cres.1504, lire en ligne, consulté le 27 janvier 2025)

- Macky Sall, « Décès de Médoune Fall : "Un monument national" », sur Le Soleil (LeSoleil.sn) (consulté le 11 septembre 2009)